# ویلیام دیمشک
ویلیام دیمشک (به انگلیسی: William Dameshek) (زادروز: ۱۹۰۰ و مرگ: ۱۹۶۹ میلادی) خون‌شناس آمریکایی و تحصیل کرده دانشگاه هاروارد و بنیان‌گذار نشریه خون انجمن خون‌شناسی آمریکا (به انگلیسی: American Society of Hematology یا ASH) و سرپرست این انجمن در سال ۱۹۶۴ میلادی بود، همچنین دیمشک به عنوان کاشف بیماری نئوپلاسم بیش‌تکثیری مغز استخوان در سال ۱۹۵۱ میلادی نیز شناخته می‌شود. به دلیل یادآوری قدردانی از زحمات بسیار ویلیام دیمشک، انجمن خون‌شناسی آمریکا پس از مرگ او جایزه دیمشک را به‌طور سالانه به کسی که نقش برجسته‌ای پیرامون خون‌شناسی داشته باشد اهدا می‌نماید.